# Benito Juárez Nuevo Centro de Población
Benito Juárez Nuevo Centro de Población är en ort i Mexiko.   Den ligger i kommunen San Rafael och delstaten Veracruz, i den sydöstra delen av landet, 240 km öster om huvudstaden Mexico City. Benito Juárez Nuevo Centro de Población ligger 57 meter över havet och antalet invånare är 133.
Terrängen runt Benito Juárez Nuevo Centro de Población är platt, och sluttar österut. Runt Benito Juárez Nuevo Centro de Población är det ganska tätbefolkat, med 230 invånare per kvadratkilometer. Närmaste större samhälle är Martínez de la Torre, 14,1 km sydväst om Benito Juárez Nuevo Centro de Población. Omgivningarna runt Benito Juárez Nuevo Centro de Población är en mosaik av jordbruksmark och naturlig växtlighet.